# Pedroso (La Rioja)
Pedroso is een gemeente in de Spaanse provincie en regio La Rioja met een oppervlakte van 19,29 km². Pedroso telt 81 inwoners (1 januari 2016).

## Demografische ontwikkeling
Bron: INE, 1857-2011: volkstellingen